# Patrick Manning (remero)
Patrick Francis Manning (Poughkeepsie, 5 de junio de 1967) es un deportista estadounidense que compitió en remo.
Participó en los Juegos Olímpicos de Barcelona 1992, obteniendo una medalla de plata en la prueba de cuatro sin timonel. Ganó una medalla de plata en el Campeonato Mundial de Remo de 1991, en la misma prueba.

## Palmarés internacional
| Juegos Olímpicos   | Juegos Olímpicos   | Juegos Olímpicos | Juegos Olímpicos   |
| Año                | Lugar              | Medalla          | Prueba             |
| ------------------ | ------------------ | ---------------- | ------------------ |
| 1992               | Barcelona (España) | Medalla de plata | Cuatro sin timonel |
| Campeonato Mundial |                    |                  |                    |
| Año                | Lugar              | Medalla          | Prueba             |
| 1991               | Viena (Austria)    | Medalla de plata | Cuatro sin timonel |